# Estrebay
Estrebay ist eine französische Gemeinde mit 86 Einwohnern (Stand 1. Januar 2022) im Département Ardennes in der Region Grand Est (vor 2016: Champagne-Ardenne). Sie gehört zum Arrondissement Charleville-Mézières, zum Kanton Signy-l’Abbaye und zum Gemeindeverband Ardennes Thiérache.

## Geographie
Die Gemeinde liegt im 2011 gegründeten Regionalen Naturpark Ardennen. Umgeben wird Estrebay von den Nachbargemeinden Champlin im Westen und Nordwesten, Girondelle im Norden, Flaignes-Havys im Osten, Prez im Südosten sowie Aouste im Süden.

## Bevölkerungsentwicklung
| Jahr                       | 1962 | 1968 | 1975 | 1982 | 1990 | 1999 | 2009 | 2018 |
| Einwohner                  | 149  | 130  | 98   | 81   | 66   | 69   | 77   | 77   |
| Quellen: Cassini und INSEE |      |      |      |      |      |      |      |      |

## Sehenswürdigkeiten

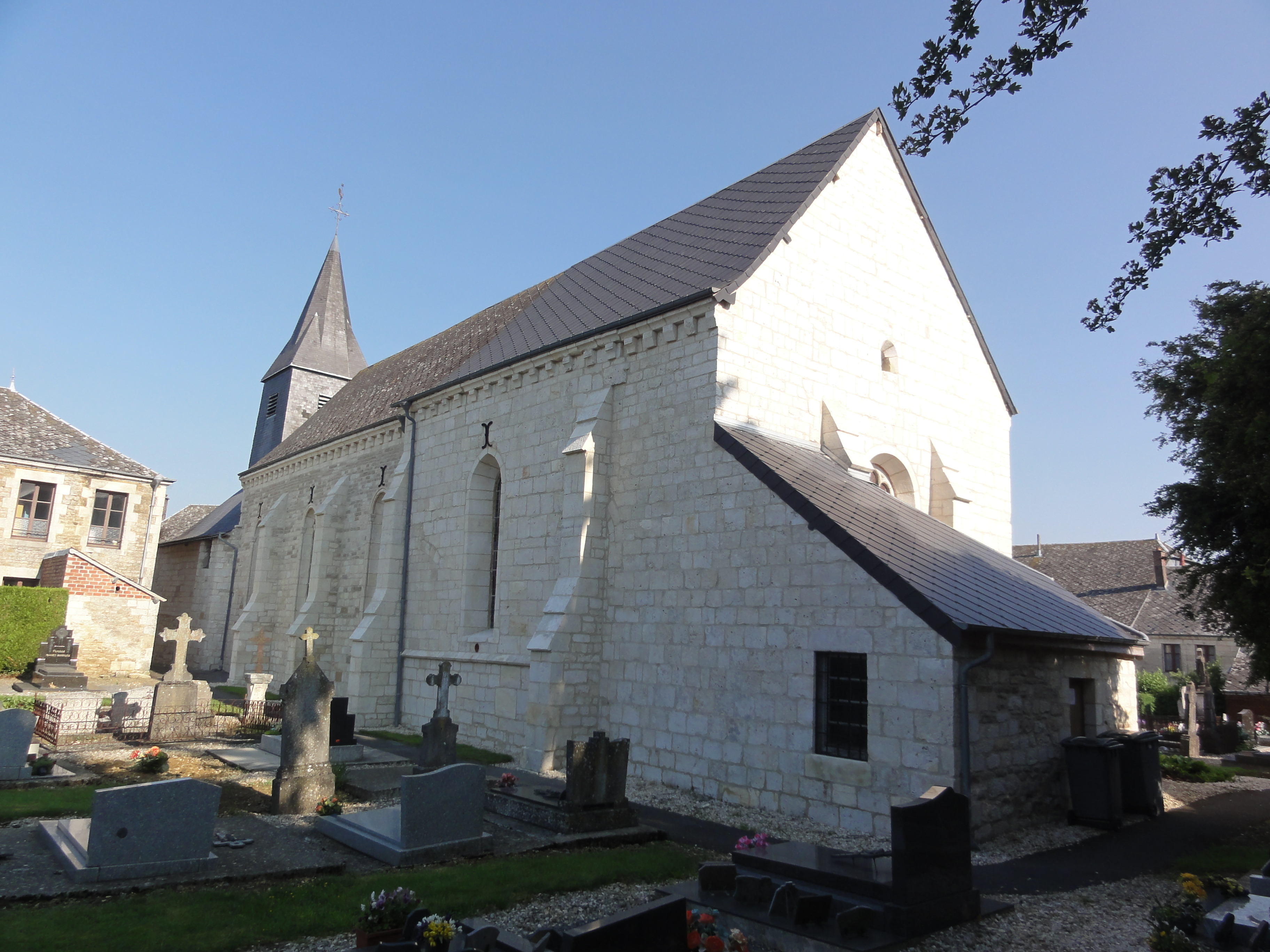
Kirche Notre-Dame

- Kirche Notre-Dame